# Facção Rebelde (Revolução Cultural)

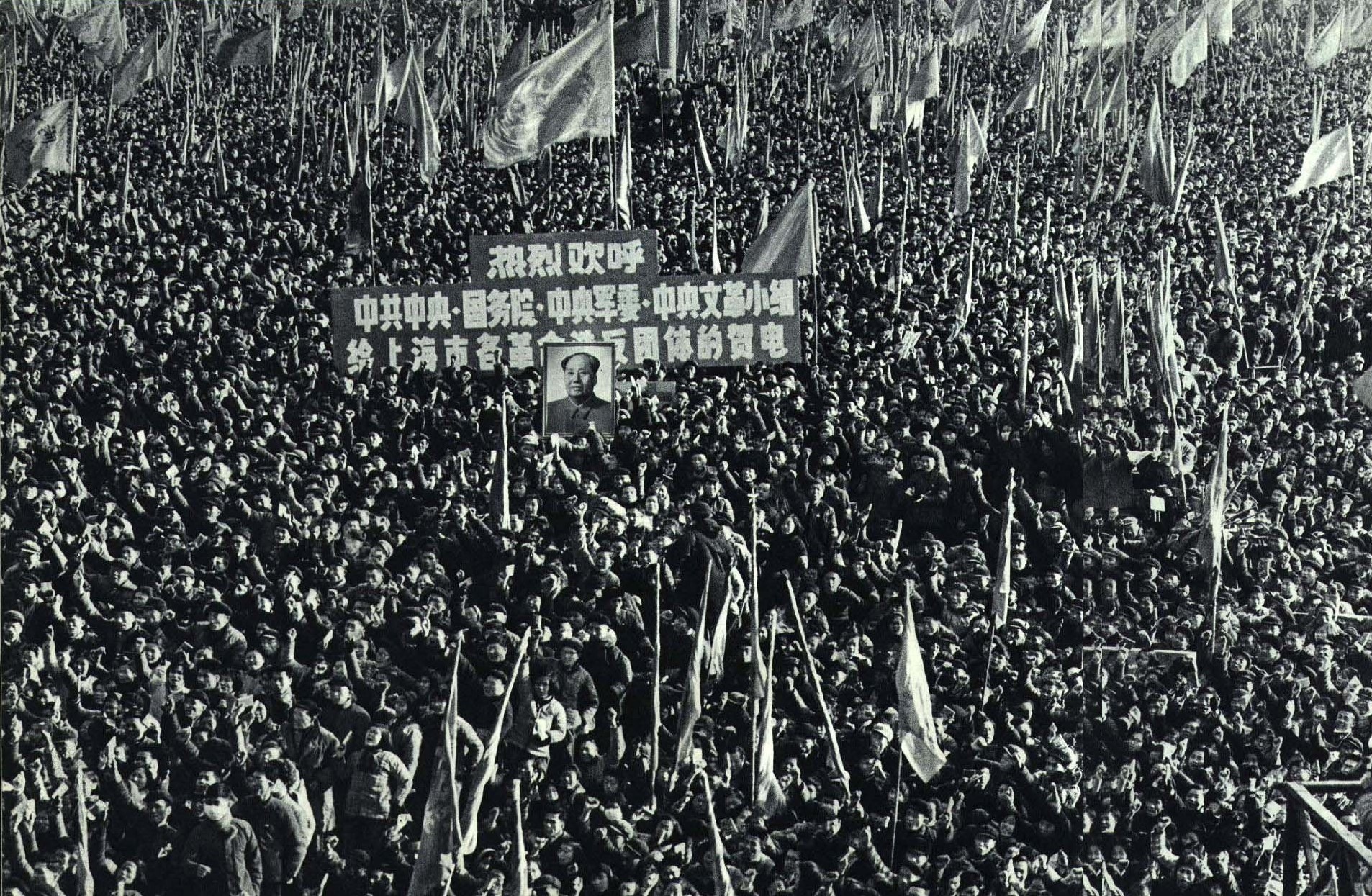
Grupos rebeldes da Guarda Vermelha marchando em Xangai, 1967

Durante a Revolução Cultural, a facção rebelde (chinês tradicional: 造反派, chinês simplificado: 造反派, pinyin: Zàofǎn pài) se refere a um grupo ou movimento sociopolítico que se autoproclamava "rebelde". Esses grupos eram compostos por trabalhadores e estudantes que eram frequentemente a ala mais radical dos Guardas Vermelhos e cresceram por volta de 1967, mas foram acompanhados por novas divisões e sectarismo.

## Origens
Os estudantes rebeldes continuaram em grande parte o movimento da Guarda Vermelha de 1966, mas veio mais da ala radical da Guarda Vermelha dentro das universidades. Os trabalhadores rebeldes, por outro lado, foram inspirados pela frase de Mao Zedong “rebelar-se é justificado” e frases relacionadas.
Yin Hongbiao salienta que os rebeldes só formaram gradualmente uma facção formal após o Agosto Vermelho, em 18 de Agosto de 1966.

## Estrutura

### Estudantes rebeldes
Após o Agosto Vermelho, em Agosto de 1966, os estudantes radicais que tinham sido criticados pelo seu “sangue ruim” começaram a chamar-se “rebeldes”. Os principais alvos dos rebeldes eram os detentores do poder, as equipes de trabalho e os órgãos do Partido. Em princípio, os rebeldes também criticavam as “autoridades acadêmicas reacionárias burguesas”, mas eram muito menos ativos do que a facção conservadora dos Guardas Vermelhos.

### Trabalhadores rebeldes

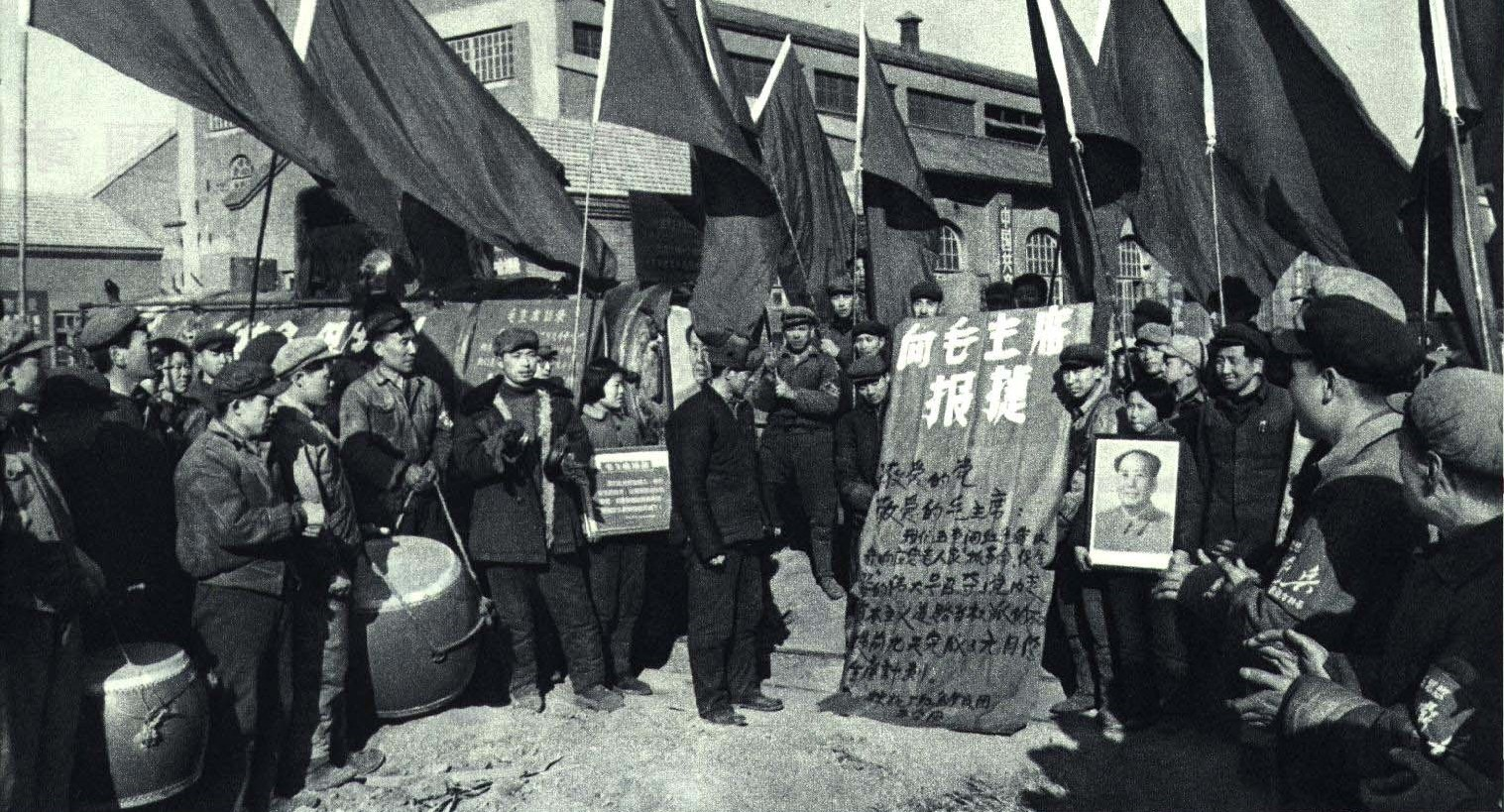
Trabalhadores rebeldes na Fábrica de Máquinas Florestais de Harbin, 1967

À medida que o movimento da Guarda Vermelha progredia, a classe trabalhadora também se envolveu no movimento. Comparados com os estudantes, os trabalhadores tinham muito menos ferramentas de propaganda, mas Mao expressou um claro apoio aos trabalhadores em 1968.
Mais difíceis de ignorar do que os estudantes, os trabalhadores foram, durante muito tempo, aclamados pelos funcionários como os construtores da China, mas também responsabilizaram a burocracia pelas suas deficiências durante esse período.

## Desenvolvimento e faccionalismo
À medida que a Revolução Cultural avançava, eles se tornaram uma facção importante dos Guardas Vermelhos no início de 1967. Mao Zedong e a ala esquerda do Partido (como o Grupo Central da Revolução Cultural) os apoiaram naquela época. Entretanto, novas divisões também ocorreram dentro da facção rebelde. Eles ainda reconheciam a situação geral na China em comparação com os "ultra-esquerdistas" mais esquerdistas e radicais.